# مصباح نيون

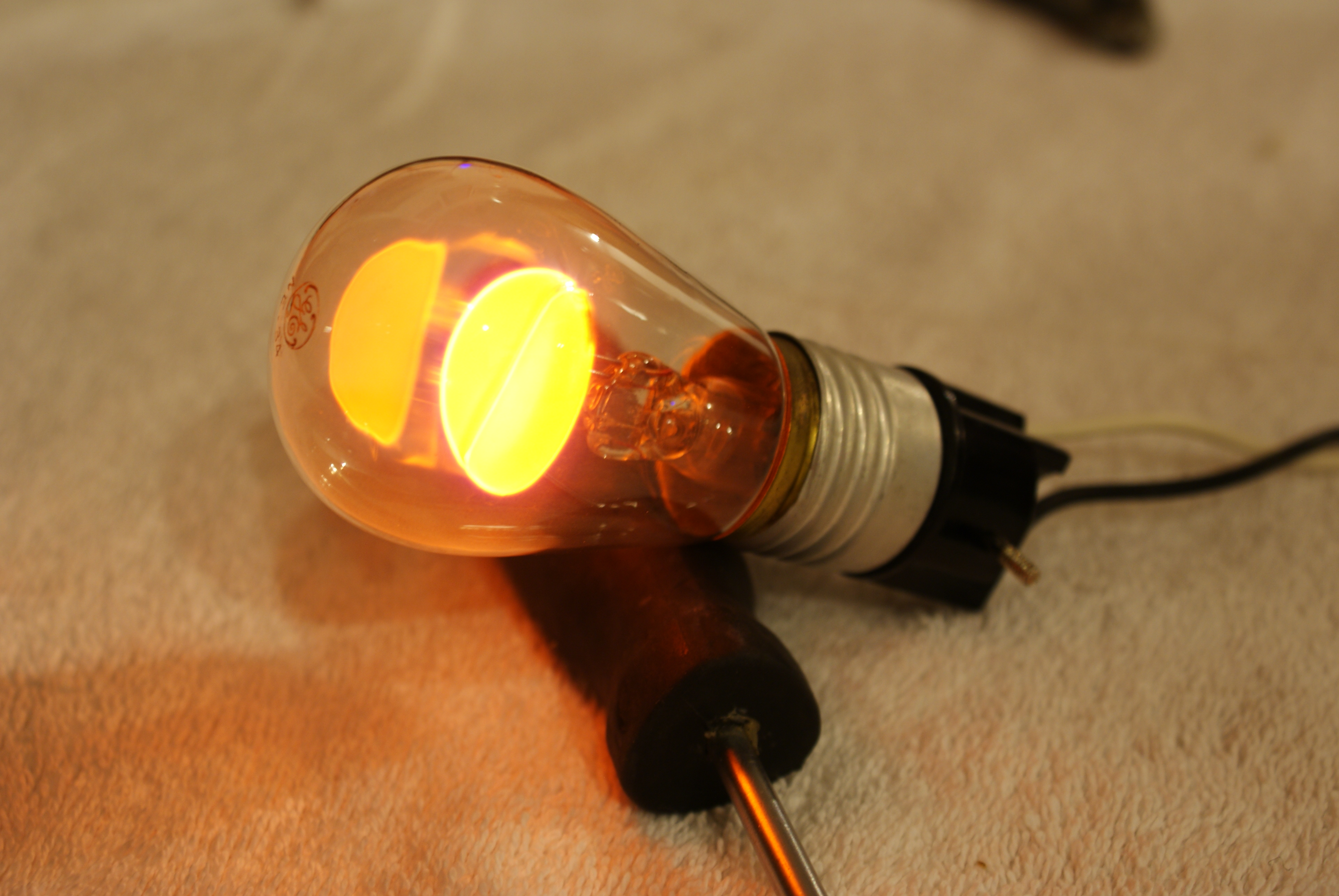
مصباح النيون

مصباح النيون هو مصباح كهربائي اخترعه العالم الفرنسي جورج كلود سنة 1911.
مصباح النيون يختلف عن المصباح الكهربائي المشتعل بسلك التنجستين وعن المصباح الفلوري إذ أنه يتميز عنه بأنه لا يصدر حرارة ولا يستهلك كثيراً من الطاقة لذلك تجده شائعاً في المحطات واللافتات والواجهات ومع ذلك يتفوق عليه مصباح التنجستين في وضوح الرؤية.
ويحدث في مصباح النيون تفريغ كهربائي حيث يصنع المصباح بتفريغ جو المصباح من الهواء ثم ملئه بغاز النيون ويكون تحت ضغط خفيف. ويستعمل هذ الاسم أحيانا مع مصابيح تعمل بغازات خاملة أخرى غير غاز النيون تستخدم لإعطاء ألوان أخرى للضوء الصادر.

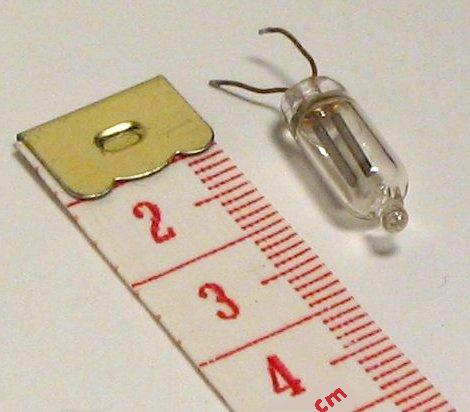
مصباح صغير من نوع مصابيح النيون وهي تستعمل كإشارة، وبجانبها مقياس سنتيمتر (1.6 سنتيمتر)

## فكرة العمل

العلاقة بين الجهد U والتيار i داخل مصباح النيون

يـُرسل تيار كهربائي ضعيف سواء كان تياراً مستمراً أو متردداً داخل الأنبوب، فيتوهج بضوء أحمر برتقالي. وتوليفة الغاز العادية تحتوي على 99.5% نيون و0.5% أرجون، ويتميز الأرجون بأنه يضيء عند جهد كهربائي ابتدائي منخفض عن النيون النقي. ولابد أن يصل لالجهد الكهربائي أولاً إلى الجهد الابتدائي لكي تبدأ الإضاءة. وهذا هو ما يسمى بعملية التفريغ الكهربي(التفريغ التألقي).
بمجرد أن تبدأ الإضاءة ينخفض التيار الكهربائي المستهلك بنسبة 30%، وعندما يكون التيار المستخدم تياراً مستمراً فإن القطب السالب هو الذي يضيء. وعندما يكون التيار تياراً متردداً يضيء القطبان معاً. وتوهج مصباح النيون ناتج عن توهج التفريغ الكهربائي (أي تتسارع الإلكترونات داخل الأنبوب في غاز مخلخل تحت ضغط منخفض فتصطدم بذرات الغاز الذي يتأين ويصدر الأشعة الضوئية). وأما مصابيح الزئبق ومصابيح الهالوجين فتستعمل تيارات كهربائية أعلى من مصباح النيون.
كما في الشكل البياني: بمجرد حدوث الضوء تقل المقاومة الكهربائية للمصباح وهذا يبدو من منحنى الخواص الكهربية للأنبوب. إذ بزيادة سريان التيار في الغاز يزداد عدد الأيونات المولدة وهذه تساعد على سريان التار، هذا هو الحال بين النقطتين B، A على المنحنى حيث يتراجع الجهد U بعض الشيء. ولهذا فيجب أن تحتوي الدائرة الخارجية عل مقاومة مثلاً للحد من استمرار التيار في الارتفاع داخل الأنبوب ويحترق المصباح. وفعلا بالنسبة لمصابيح النيون الصغيرة التي تستخدم كعلامة صغيرة لمرور تيار (مثلاً في المكواة) فهي مزودة بمقاومة كهربائية خارجية للحد من التيار. وأما علامات النيون ذات الأنابيب الطويلة فهذه تزود بمحول كهربائي خصيصاً لتقليل التيار على الملف الثانوي.

## الاستخدامات
لمبات النيون العادية المستخدمة في المنزل تعتمد على مادة الفوسفات والتي تكون على شكل بودرة بيضاء بحيث تمنع خروج الإشعاعات القصيرة الضارة من موجة الأشعة فوق البنفسجية إلى الخارج وتعطي لون مناسب لما هو مرغوب مثل أبيض ساخن أو أبيض ناصع أو أبيض ثلجي وتعتبر هذه الخلطة من مواد هي أحد أسرار الشركات المصنعة.
الاختلاف في جودة لمبات النيون هو في العمر الافتراضي للمصباح إضافة إلى كمية مادة الفسفور وخلطتها ضمن المصباح.
مصابيح توفير الطاقة المنتشرة في الأسواق تعتمد على نفس المبدأ ولكن بطريقة مختلفة في الشكل والتصميم.
عندما يكون التيار أقل من الحد الأدني لمرور التيار (جهد الابتداء) يصير وهيج التفريغ غير مستقر ومتقطع وغير متواصل بين القطبين، وهذا معناه أن المصباح أصبح قديماً. وقد استـُغلت تلك الظاهرة في ابتكار المصابيح المـُسرجة (ذات الضوء المذبذب) من نوع النيون. وبينما يسبب التيار الضعيف إضاءة مذبذبة، تعمل زيادة التيار على تآكل القطبين، وتناثر دقائقه المعدنية وترسبه على السطح الداخلي للأنبوب فيعتم مع الوقت.

## خطره

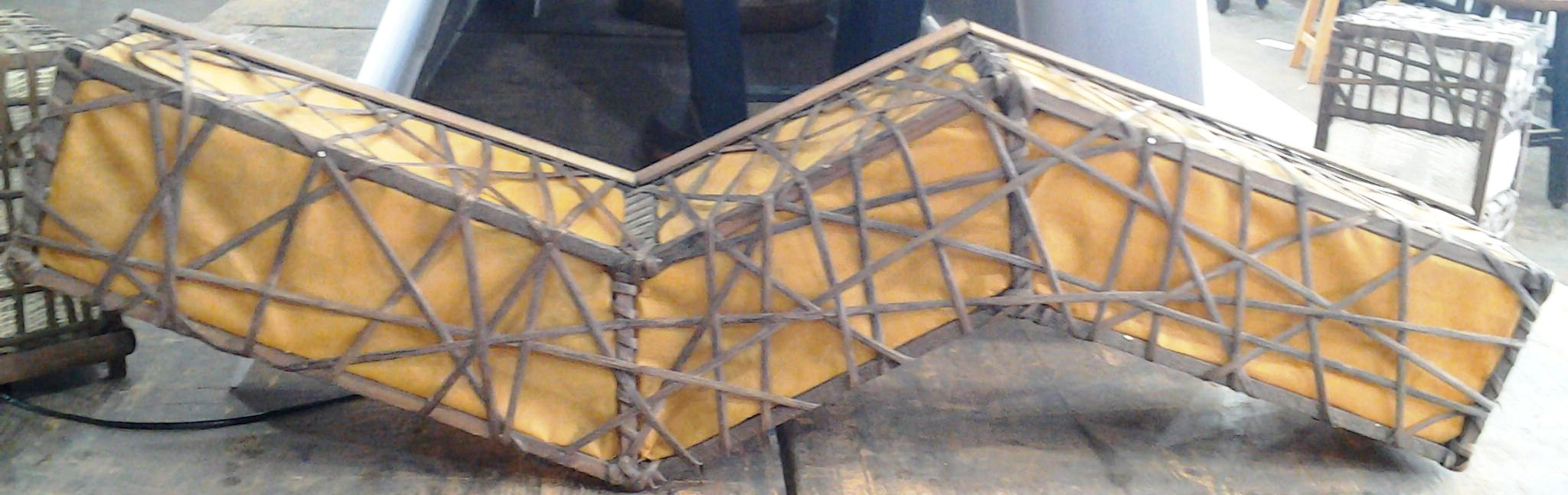
وحدات إضاءة متعددة الأشكال.

أخطر ما في مصابيح النيون ومصابيح توفير الطاقة هو إمكانية خروج الأشعة فوق البنفسجية ذات الموجة القصيرة بعد فترة من الاستخدام وهو ما قد يكون ذا أضرار كبيرة على الجسم والعين حيث يمكن أن يسبب العمى أو سرطانات جلد (نفس مفعول أشعة الشمس الداخلة إلى الأرض من ثقب الأوزون).

## وصلات خارجية
- متحف مصابيح النيون